# Andreas Magaard
Andreas Magaard (* 2. August 1998) ist ein dänischer Handballspieler.

## Karriere

### Im Verein
Andreas Magaard spielte ab 2018 für TMS Ringsted. Mit Ringsted gelang ihm 2020 der Aufstieg in die Håndboldligaen. 2021 wechselte er zu Nordsjælland Håndbold. Seit 2022 steht er im Kader des deutschen Erstligisten HSV Hamburg. Im November 2023 verlängerte er seinen Vertrag langfristig bis 2027. Einen Monat später im Dezember zog er sich eine Meniskus- und Kreuzbandverletzung zu und fiel für die restliche Saison aus.

### In Auswahlmannschaften
Mit der dänischen Jugend-Nationalmannschaft gewann er die Bronze-Medaille bei der U19-Weltmeisterschaft 2017. Mit den Junioren nahm er an der U21-Weltmeisterschaft 2019 teil.